# Ben-Ami Kadish
Ben-Ami Kadish (2 septembre 1923 - 16 juillet 2012) est un ancien ingénieur de l'armée américaine, soupçonné d'être un espion au profit de l'état d'Israël.
Arrêté aux États-Unis le 22 avril 2008, il aurait transmis des secrets militaires entre 1979 et 1985.
Il travaillait au Centre de recherche en armements de développement et d’ingénierie de Dover New Jersey. Il aurait transmis des informations concernant l’armement nucléaire américain ainsi que le système américain de défense antimissiles aériens Patriot.